# Kanton Lyon-VII
Kanton Lyon-VII (francouzsky Canton de Lyon-VII) je francouzský kanton v departementu Rhône v regionu Rhône-Alpes. Zahrnuje část 6. městského obvodu města Lyonu.